# Gómez Díaz de Carrión
Gómez Díaz II  (fl. 1034-ca. 1057/1059), miembro del linaje de los Banu Gómez, fue un conde en Carrión de los Condes, población denominada entonces Santa María de Carrión, desde 1039 y hasta su fallecimiento alrededor de 1059.

## Orígenes familiares
Era hijo del conde Diego Fernández de Saldaña y de Marina, posiblemente miembro de linaje Ansúrez de Monzón. Su padre, a su vez, era hijo del conde Fernando Díaz, hacendado en Tierra de Campos –hijo de Diego Muñoz de Saldaña y de Tregidia– y de la condesa Mansuara Fáfilaz. Tuvo por lo menos otros dos hermanos, el conde Fernando Díaz, el primogénito que falleció en 1038, y el conde Ansur Díaz, fallecido el 30 de septiembre de 1047 y padre del conde Pedro Ansúrez.

## Vida
Apoyó a Sancho Garcés III de Pamplona y después a su hijo Fernando I de León contra el rey Bermudo III de León, y solamente confirma un diploma del monarca leonés en 1035. Asumió la jefatura de la casa de los Banu Gómez tras el fallecimiento de Garcia Gómez y de su propio hermano Fernando en 1038. Fue nombrado conde entre abril y octubre de 1042 por el rey Fernando I. Gobernó, con este título, las tenencias de Carrión, y más tarde Liébana y Saldaña así como otras pequeñas mandaciones.
Junto a su esposa Teresa refundó el antiguo monasterio de San Juan de la Puente que se convirtió en el monasterio de San Zoilo aunque fue su viuda la que se hizo cargo de completar la obra después de la muerte del conde.
Su última aparición en la documentación fue el 8 de noviembre de 1057 cuando él y su mujer Teresa compraron unas tierras y molinos. Su epitafio en el monasterio de San Zoilo da como fecha de su defunción el 9 de febrero de 1057, errónea a la luz de los diplomas. Debió fallecer después de noviembre de 1057. 

## Matrimonio y descendencia
Se casó con Teresa Peláez, hija del conde Pelayo Froilaz el Diácono y Aldonza Ordóñez, hija del infante Ordoño Ramírez el Ciego y la infanta Cristina Bermúdez. Teresa vivió por lo menos hasta febrero de 1091 cuando realiza una permuta con la catedral de León de una villa que había heredado de su esposo.  El 1 de agosto de 1076 Teresa Peláez donó a la abadía de Cluny el monasterio de San Zoilo de Carrión.  En la donación aparecen sus hijos en este orden:
- Fernando Gómez[16][17]
- Pelayo Gómez de Carrión,[10]   casado con Elvira Muñoz, hija del conde Munio Rodríguez y la condesa Ilduara Velázquez.[18]  Ostentó la dignidad condal y en 1073 aparece por primera vez confirmando la donación del obispo Pelayo de León junto con sus hermanos Fernando y García.[18]
- García[16]
- María Gómez[16]
- Sancha Gómez[16]
- Aldonza Gómez,[16] casada en primeras nupcias con el conde Munio Fernández, padres de Elvira Muñoz.
- Elvira Gómez[16]

También pudieron ser los padres de Diego y Mayor Gómez, según la inscripción el la lápida sepulcrar en el panteón familiar dentro del monasterio de San Zoilo, así como de Rodrigo Gómez.